# Varga József (vízilabdázó)
Varga József (Szolnok, 1955. január 21. –) vízilabdázó.

## Pályafutása
1972 és 1981 között a Szolnoki Vízügyi Dózsa, 1982–83-ban a Bp. Honvéd, 1984 és 1988 között a Tatabányai Bányász játékosa volt. Nevelőedzője Kanizsa Tivadar. Edzői Urbán Lajos, Babarczy Roland, Téglássy Sándor és Kásás Zoltán voltak. 1981-ben hat alkalommal szerepelt a válogatottban.

## Sikerei, díjai
- Magyar bajnokság
  - 3.: 1982
- Magyar kupa (MNK)
  - 2.: 1982